# Jungiery
La Jungiery (cinese: 喬傑立; pinyin: Qiao Jie Li) è una popolare compagnia d'intrattenimento manageriale di Taiwan. La compagnia è affiliata alla Sanlih Television Station (più comunemente conosciuta con la sigla SETTV) taiwanese e gli artisti che ne fanno parte appaiono come ospiti principalmente nei programmi di intrattenimento e nei talkshow di tale stazione televisiva. Il manager capo della compagnia è Sun De Rong (alias Sun Zhong). Gli artisti della Jungiery sono famosi a Taiwan in special modo per le loro apparizioni in vari drama di successo, e per le vendite dei loro album.

## Artisti e Gruppi
Tutti gli artisti e gruppi sotto contratto con la Jungiery, insieme sono chiamati J-Star.

### Attuali
- 5566: Tony Sun, Zax Wang, Sam Wang, Jason Hsu
- 183 Club: Ming Dao, Sam Wang, Ehlo Huang
- 7 Flowers: Joyce Zhao Hong Qiao, Joe Chen Qiao En, Doris Lai Wei Ru, Jade Qu Min Jie
- Taiji*:
- Lala*:
- VJ*: Victor, James Zhu
- Cyndi Wang
- Done Oh (mascotte)

### Passati
- Rio Peng (membro fondatore dei 5566)
- Jacky Zhu (membro fondatore dei 183 Club)
- Johnny Yan (membro fondatore dei 183 Club)
- R&B*
- K-One: Gino, JR, Kido, Li Yang, Darren
- Typhoon*
- Chris Wu

## Storia
Mr. Sun ha preso l'idea della Jungiery principalmente basandosi sulla famosa agenzia giapponese Johnny's Jimusho.
Il primo gruppo ad essere stato creato dal manager della compagnia è stata la boyband 5566 (21 gennaio 2002). Al loro fianco, sono comparsi i solisti Ming Dao, Qiao En, Cyndi Wang, Hong Qiao. Due anni più tardi toccò alla nascita degli R&B, che al giorno d'oggi però si sono sciolti. Da quel momento, avendo notato il successo degli artisti già affermati, iniziarono a nascere sempre più gruppi, come le 7 Flowers e i 183 Club. Perfino i cantanti solisti furono messi insieme in alcuni gruppi. Sun Zhong si assicurò nella sua compagnia la partecipazione dei K-One, e Toro degli ex-Energy si unì ad un gruppo sponsorizzato dalla compagnia, i Typhoon.

Le etichette di registrazione che lavorano insieme alla Jungiery sono la Avex Trax e la Warner Music.